# Yutong

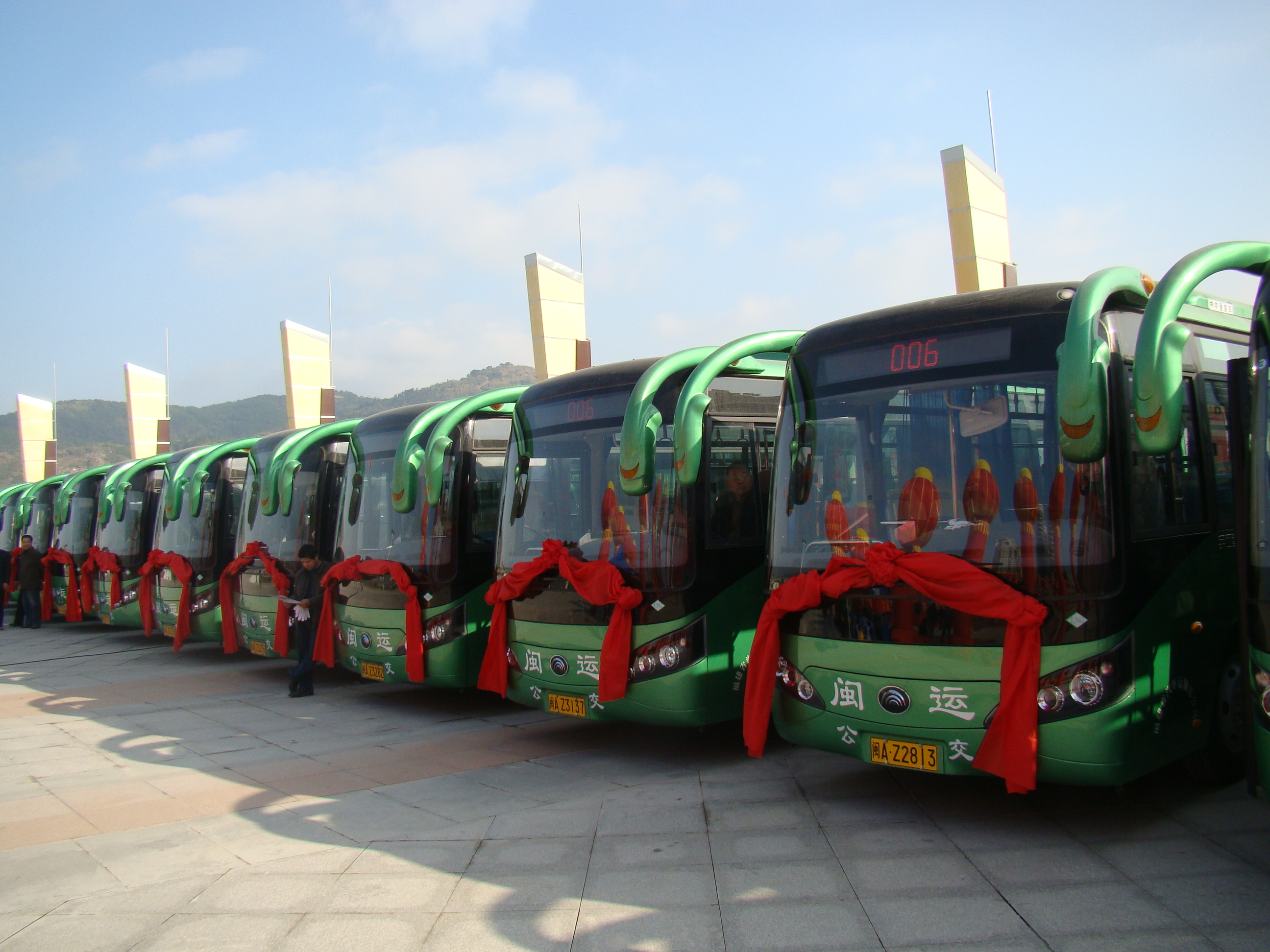
Yutong-Busse in Lianjing mit Flüssigerdgas-Antrieb

Zhengzhou Yutong Group Co., Ltd. (kurz: Yutong) ist ein chinesisches Unternehmen und der weltweit größte Hersteller von Bussen.

## Geschichte
Die Geschichte des Unternehmens begann 1963 in Zhengzhou, einem Verkehrsknotenpunkt in der Provinz Henan, mit der Gründung einer Werkstatt zur Reparatur von Bussen (Zhengzhou Bus Repairing Factory). Hieraus entstand 1993 die Zhengzhou Yutong Bus Co., Ltd.; die Notierung an der Börse von Shanghai erfolgte 1997.
2002 gelang es mit Hilfe eines Vertrages zur Unternehmenskooperation mit dem deutschen Hersteller MAN, die Internationalisierung von Yutong zu beschleunigen; die Produkte wurden zunehmend an internationale Standards angepasst und globale Absatzmöglichkeiten verbessert.
Der erste Zugang zum europäischen Markt erfolgte 2005 durch ein Joint Venture mit dem isländischen Karosseriebauer Guðmundur Tyrfingsson Ltd. und der gemeinsamen Gründung der Yutong Eurobus. Seither erfolgt vom Firmensitz in der südisländischen Stadt Selfoss die Koordinierung der Verkaufsaktivitäten in Nordeuropa.
In den Folgejahren erweiterte Yutong zunehmend seine Eigenentwicklungen: So konnte 2008 der erste Stadtbus mit Aluminium-Karosserie hergestellt werden. Im selben Jahr wurde die Produktionskapazität auf 105 Busse pro Tag erweitert.
2009 wurden die von der deutschen Dürr AG gelieferten Anlagen zur kathodischen Tauchlackierung in Betrieb genommen.

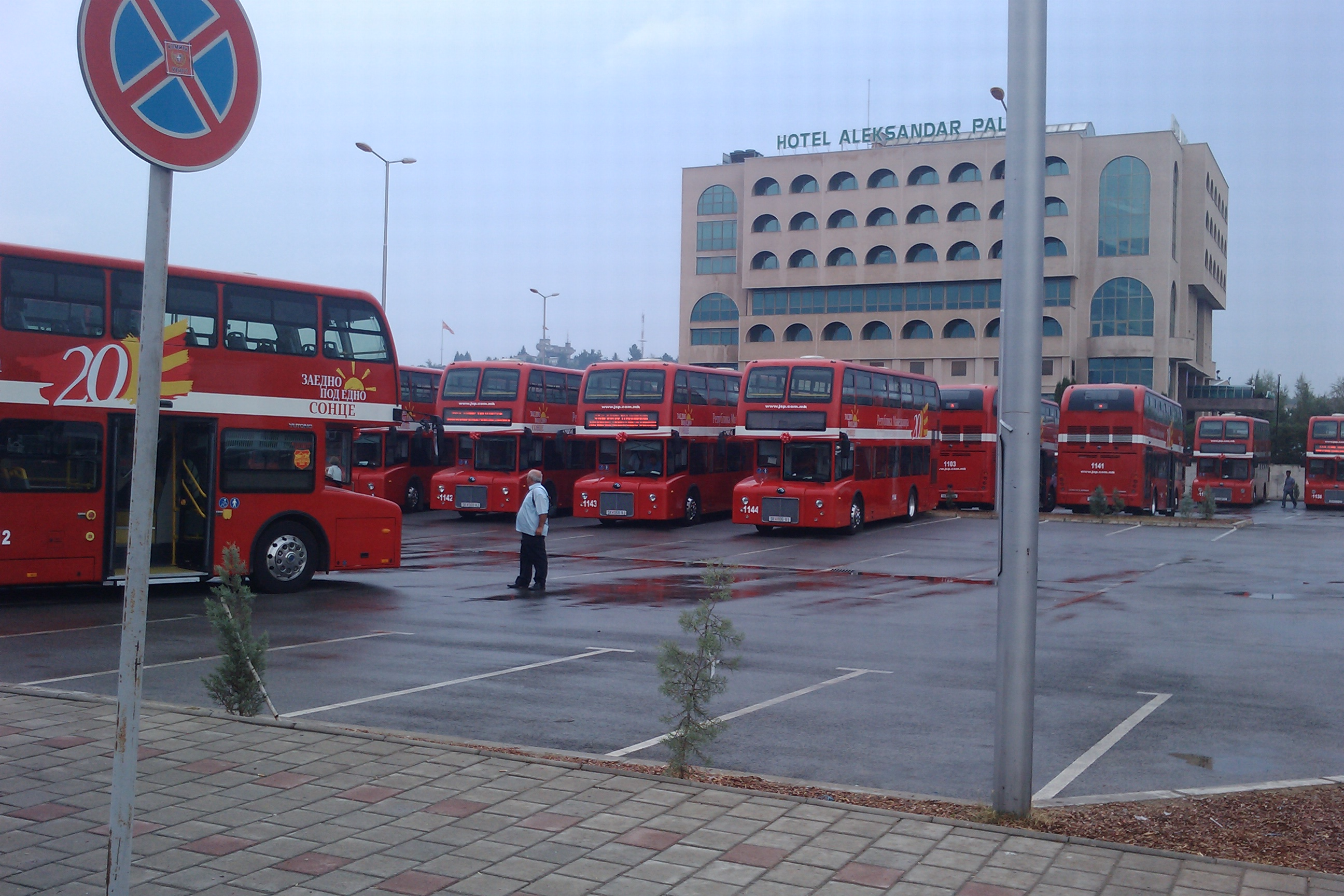
Yutong-Doppeldecker-Stadtbusse im Retrostil in der nordmazedonischen Hauptstadt Skopje

Bemerkenswerte Aufträge waren der Verkauf von 5.348 Bussen im Jahr 2007 nach Kuba als bisher größter Einzelauftrag in der Geschichte des Unternehmens sowie 2011 die Lieferung von mehr als 200 auffälligen Yutong-Doppeldeckerbussen für die nordmazedonische Hauptstadt Skopje. Dabei handelt es sich um im Retrostil gefertigte Nachbildungen der bis Ende der 1960er Jahre im Londoner Stadtbild typischen Routemaster-Busse.
Mit 47.474 verkauften Bussen wurde Yutong im Jahre 2012 erstmals weltweiter Marktführer, vor King Long mit 33.924 Fahrzeugen und der Daimler AG mit 32.888 Bussen.
Einer der wesentlichen Exporterfolge 2013 war der Verkauf von 1.000 hauptsächlich mit Erdgas betriebenen Stadtbussen nach Venezuela.
2013 festigte das Unternehmen die Weltmarktführerschaft mit 56.068 verkauften Bussen. Seither verstärkt das Unternehmen seine Aktivitäten im Raum der Europäischen Union; im Oktober 2013 begann der Markteintritt in Großbritannien und Irland.
Das US-Unternehmen WiTricity Corporation, das führende Unternehmen für kabelloses Aufladen von Elektrofahrzeugen, hat 2023 eine Kooperation mit Yutong angekündigt. Dabei handelt es sich um das erste kommerzielle kabellose Aufladen autonom fahrender Elektrobusse.

## Hersteller von Elektro- und Hybrid-Bussen
Yutong fertigt Plug-in-Hybrid-Busse von 10 bis 18 m Länge und Batteriebusse von 6 bis 12 m Länge. Nach eigenen Angaben hat Yutong in China bei den Plug-in-Bussen einen Marktanteil von 40 % und bei den Batteriebussen von 20 % (Stand 2015).

### Brennstoffzellenbus
Im August 2015 erhielt der Brennstoffzellenbus Yutong ZK6125FCEVG1 die Marktzulassung für China. Die Brennstoffzelle dieses 12 Meter langen Solobusses wird mit Wasserstoff, welcher in acht 140-l-Gasflaschen gespeichert ist, gespeist. Ohne Nachtanken besitzen diese Busse eine Reichweite von 300 km.

### Batteriebus
Zwei Monate nach der im Frühjahr 2015 erfolgten Markteinführung des Batteriebusses Yutong E6 lagen 3000 Bestellungen vor. Der 6 m lange Bus hat zwölf Sitzplätze und kann 36 Fahrgäste befördern. Mit voller Batterie kann der Bus unter normalen Straßenverhältnissen 140 km zurücklegen. Die Batterie hat eine Kapazität von 60 kWh und wird durch Laden mit Gleichstrom und einer Ladespannung von 380 V innerhalb einer Stunde aufgeladen. Bei Schnellladung reichen zehn Minuten, um den Bus für weitere 60 km bereitzumachen.
Anfang November 2015 wurde als Neuheit der 12 m lange Yutong E12, ein vollelektrischer Niederflur-Batteriebus, vorgestellt. Seit Aufnahme der Fertigung von Elektrobussen bis 2015 wurden 8.000 Batteriebusse zum Einsatz in über 140 Städten verkauft.

### Oberleitungsbus
Yutong produziert auch Oberleitungsbusse. Nach Mexiko-Stadt wurden beispielsweise zwischen 2019 und Anfang der 2020er Jahre 243 Solo- und 50 Gelenk-Obusse ausgeliefert. Diese Busse erreichen maximal 70 km/h und sind mit Lithium-Phosphat-Akkus mit 70 Kilometern Reichweite ausgestattet. Ein Solobus besitzt 28 Sitzplätze und kostete umgerechnet rund 330.000 Euro. Über 100 weitere Gelenkbusse wurden für Oberleitungs-BRT-Strecken geliefert, allein für die kreuzungsfreie, auf einem Viadukt verlaufende Linien 10 und 11.

### Reisebusse

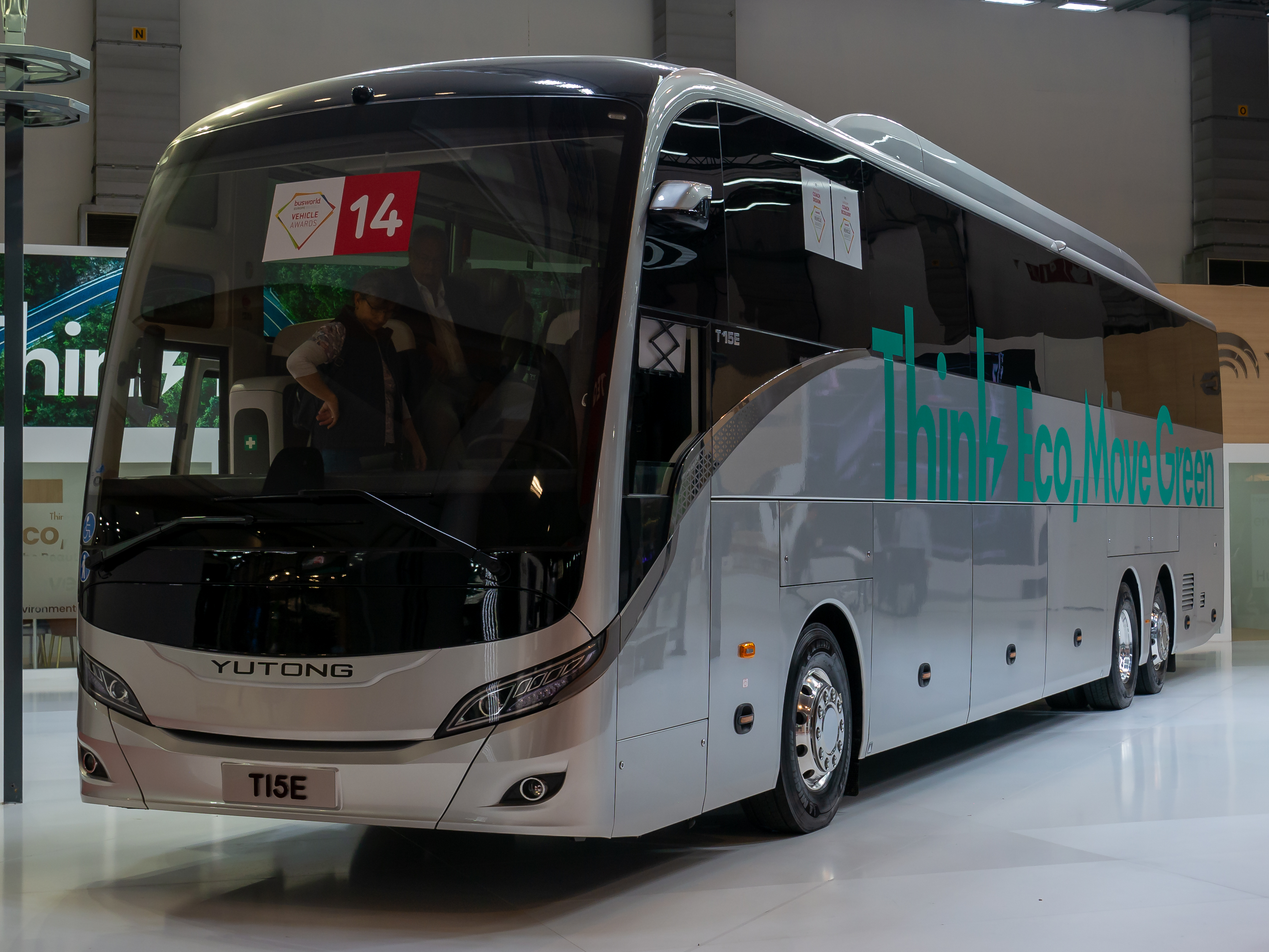
Elektrischer Reisebus T15E

Die deutsche Firma FlixBus DACH testet seit 2022 den 12 Meter langen Yutong E12 in Frankreich.
Das Modell T15E gewann 2023 in Brüssel die Busworld Label of Excellence für Design und Ökologie.

## Konzernstruktur
Die Zhengzhou Yutong Group Co. Ltd. ist als Aktiengesellschaft an der Börse Shenzhen (Stock code: 600066) notiert. Der Umsatz im Jahre 2013 betrug 33,058 Milliarden RMB; dies entspricht einer Steigerung von 9,1 Prozent gegenüber dem Vorjahr. Dem Unternehmen sind mehrere Tochtergesellschaften angegliedert:
- Kernunternehmen ist die Zhengzhou Yutong Bus Co., Ltd. (kurz: Yutong Bus). Am Standort Zhengzhou Yutong Industrial Park bestehen auf einem Betriebsgelände von 1.120.000 m2 Produktionskapazitäten für 310 Busse pro Tag. Darüber hinaus ist im Eastern International Logistics Park of Zhengzhou eine weitere Produktionsanlage für Busse mit Hybrid- und anderen umweltfreundlichen Antrieben in Bau. Diese soll nach Fertigstellung über eine Jahreskapazität von 30.000 Fahrzeugen verfügen. Yutong Bus bietet eine große Bandbreite aller Bustypen an: Das Spektrum reicht von mittleren und großen Reisebussen über Stadtbusse (auch als Gelenkbus bis 25 Meter Länge, auch für BRT-Systeme und Doppeldeckerbusse) bis zu Spezialfahrzeugen wie Flughafen-Vorfeldbusse, Gefangenentransporter, Wohnmobile, Krankenwagen, Busse mit Blutspendeeinrichtung sowie Schulbusse.
- Zweitwichtigster Bereich des Unternehmens ist die Zhengzhou Yutong Heavy Industry Co., Ltd., ebenfalls in Zhengzhou, mit rund 3.500 Mitarbeitern. Das Unternehmen, das zunächst vor allem Radlader und Planierraupen für die Volksbefreiungsarmee lieferte, ist heute einer der großen Hersteller Chinas für Baumaschinen und Anlagen für den Bergbau. Besondere Bedeutung hat die Produktion von Rammmaschinen, Raupenkranen und Gussasphaltkochern. Yutong Heavy Industry ist nach eigenen Angaben Chinas größter Hersteller für Müllverdichter sowie für Maschinen zur Pfahlgründung. Die Produkte werden weltweit exportiert.[18]
- Darüber hinaus gehören zum Unternehmen unter anderem die 2002 gegründete und 2008 als Tochtergesellschaft in den Konzern integrierte Zhengzhou Lvdu Real Estate Group Co., Ltd. (Leistungen der Immobilienwirtschaft) sowie die Zhengzhou Jingyida Auto Parts Co., Ltd. (Autoteile und Automobilzulieferer).

## Bildergalerie

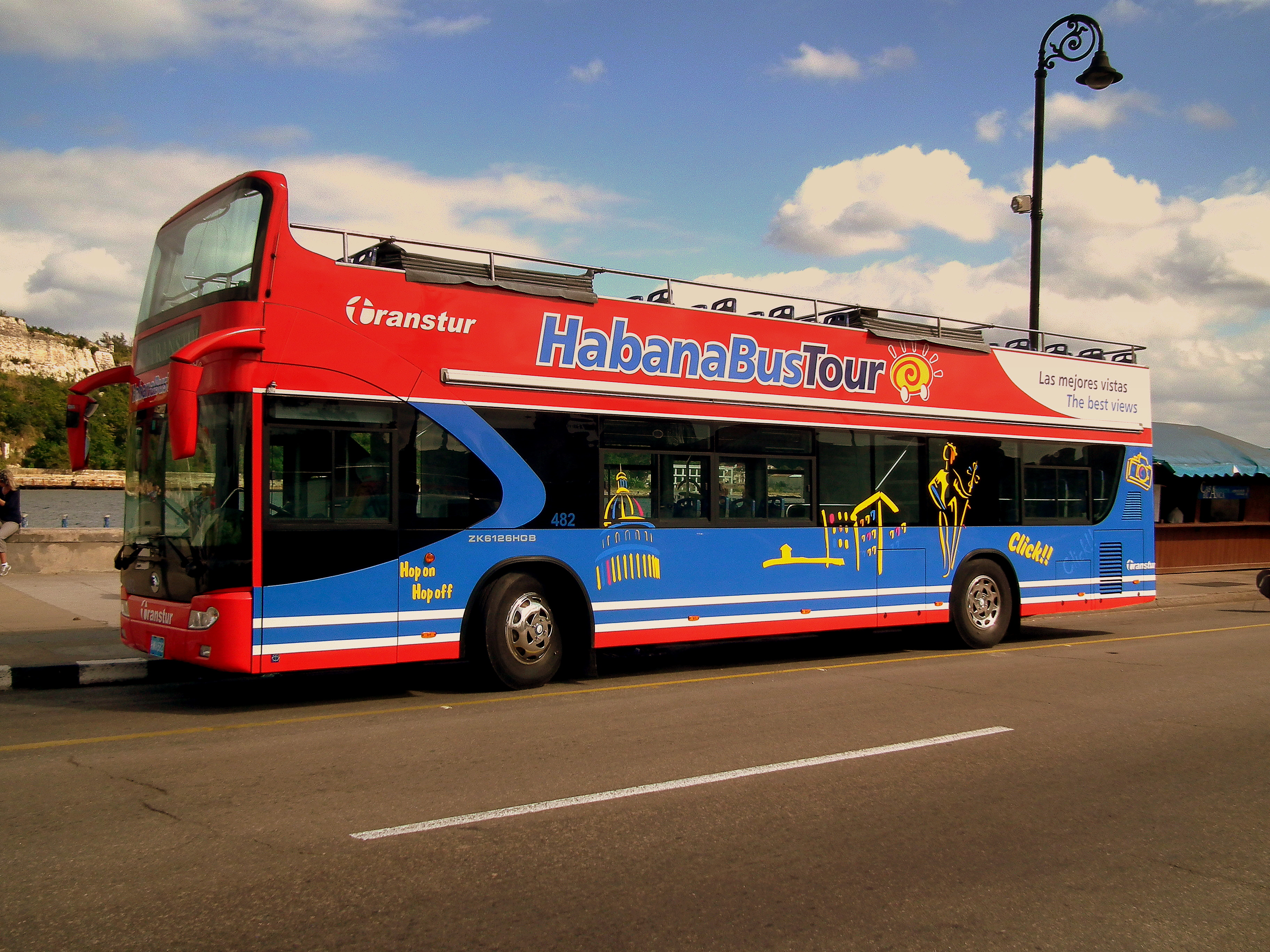
Yutong-Touristenbus in der kubanischen Hauptstadt Havanna
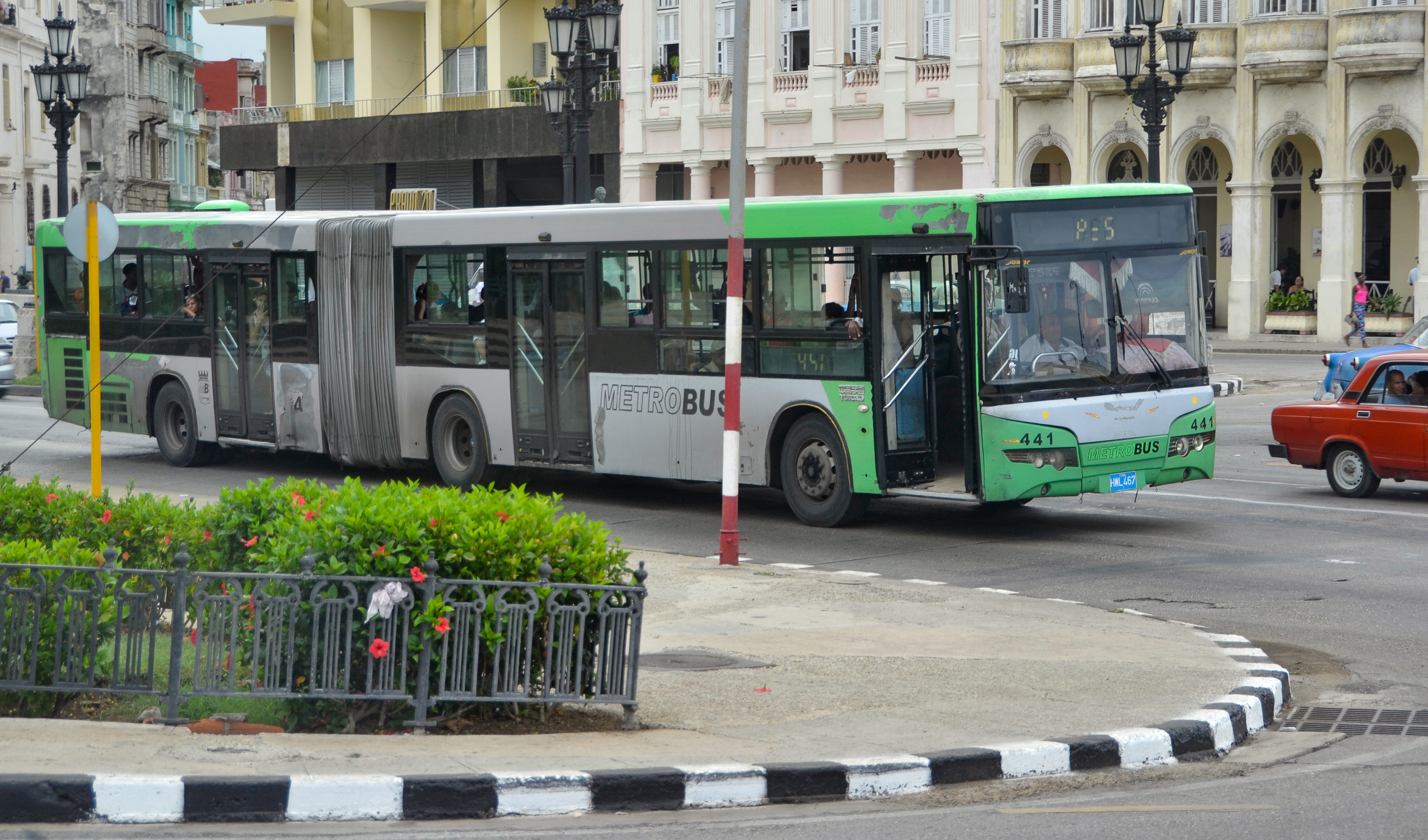
Yutong-Gelenkbus in Havanna
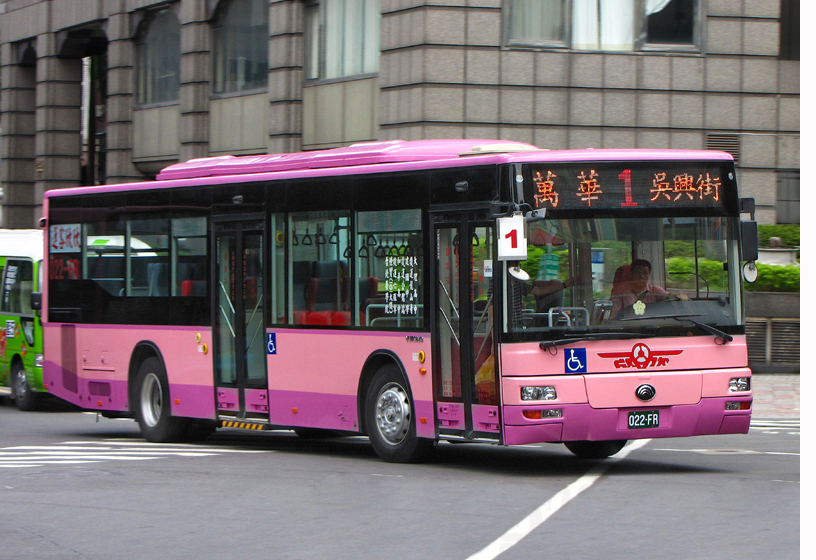
Yutong-Stadtbus in der taiwanesischen Hauptstadt Taipeh
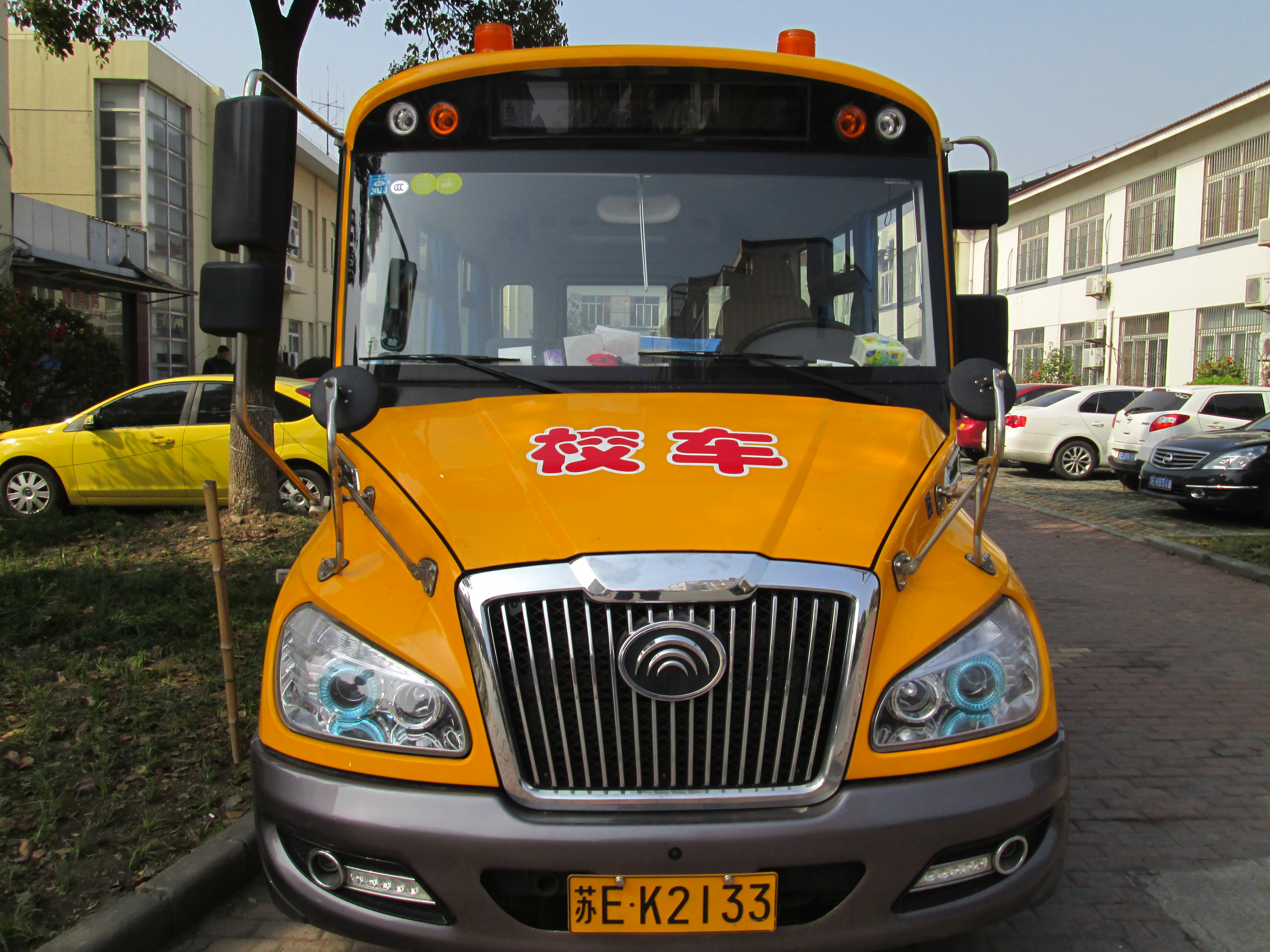
Yutong-Schulbus als modernes Haubenfahrzeug in Taicang
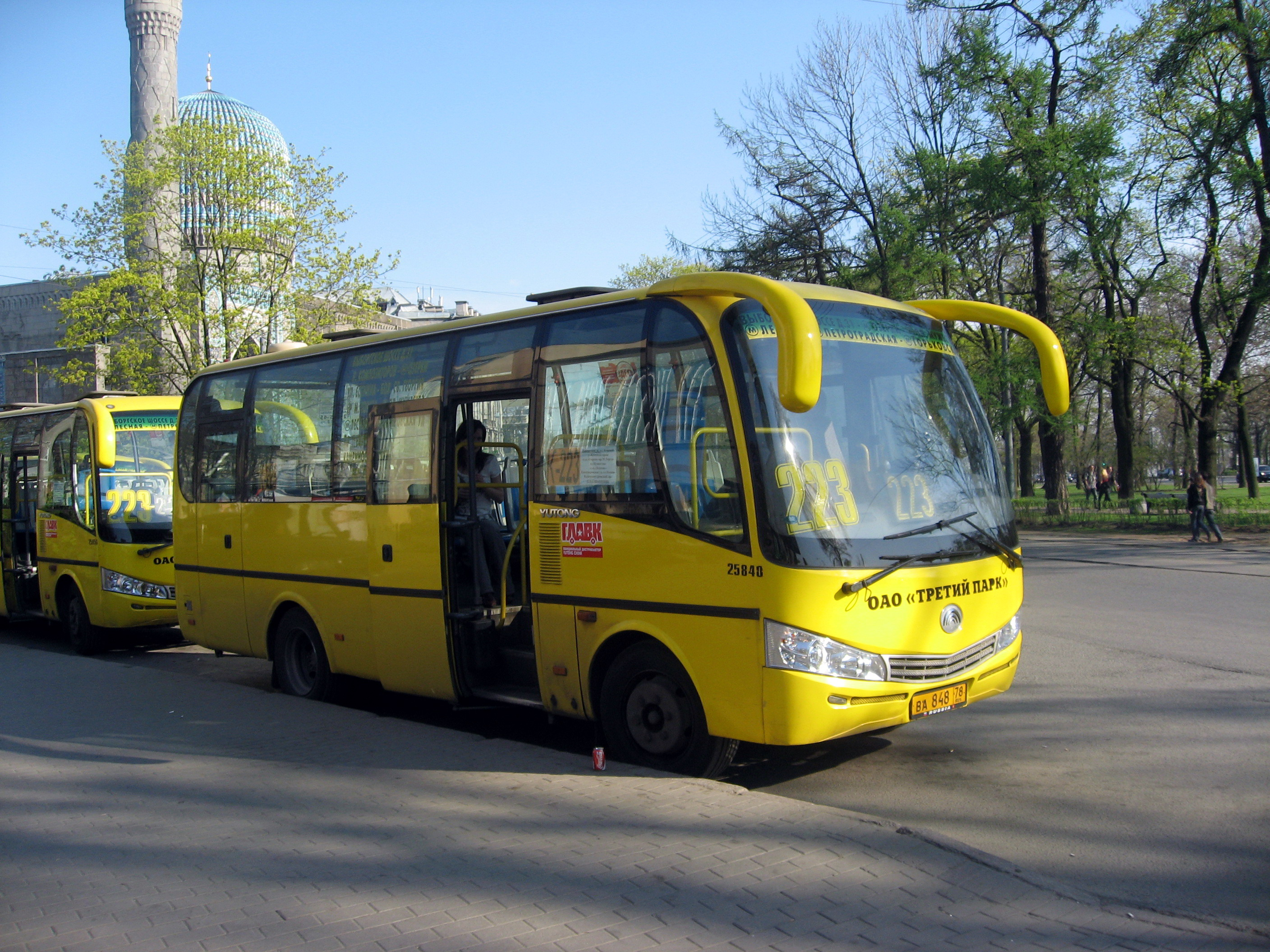
Yutong-Midibusse in Sankt Petersburg, Russland
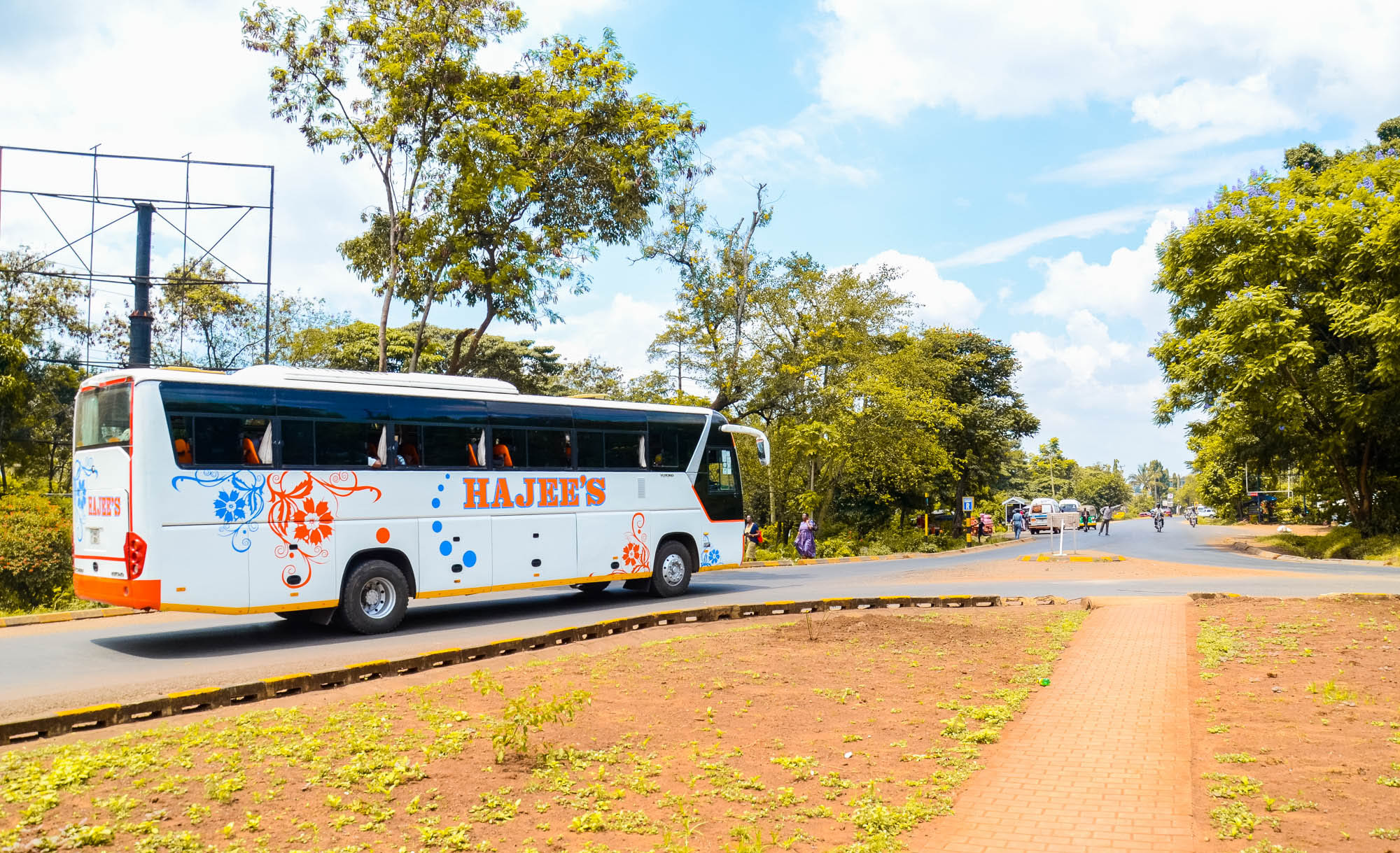
Yutong-Reisebus in Tansania
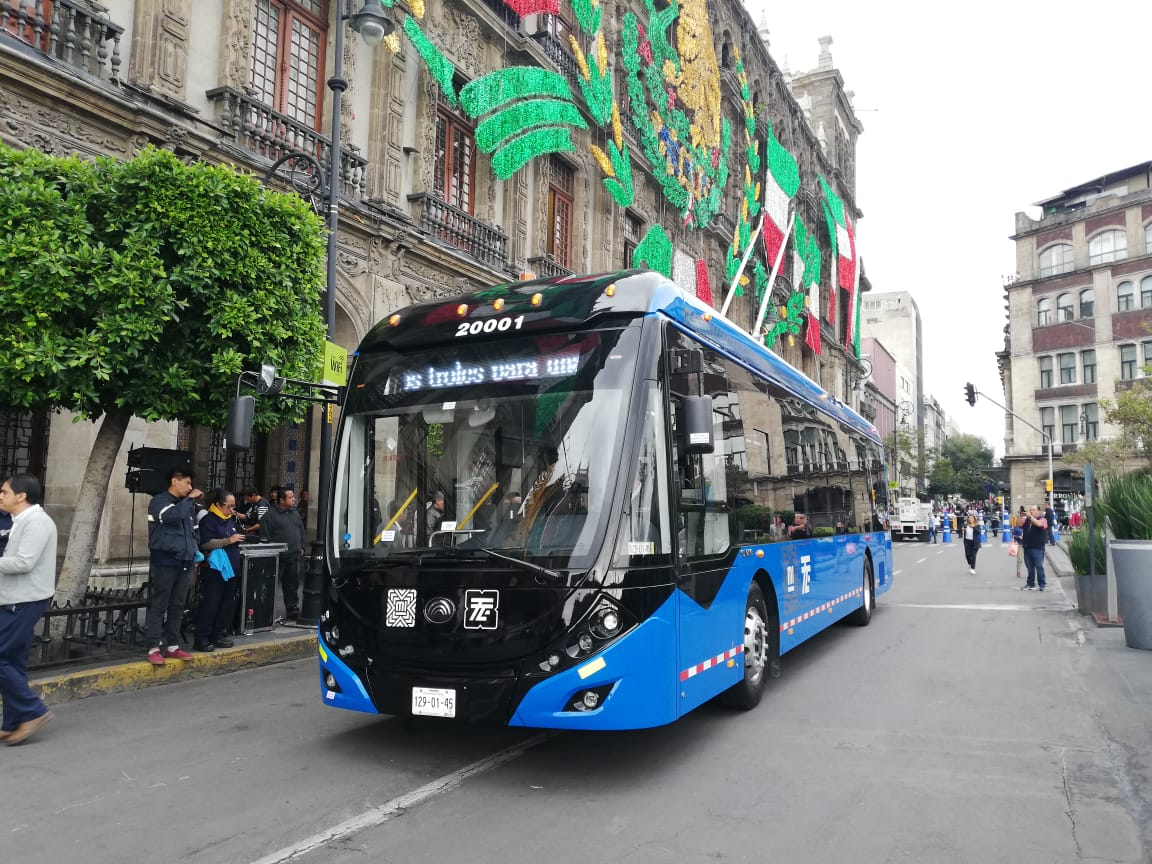
Oberleitungsbus in Mexiko-Stadt
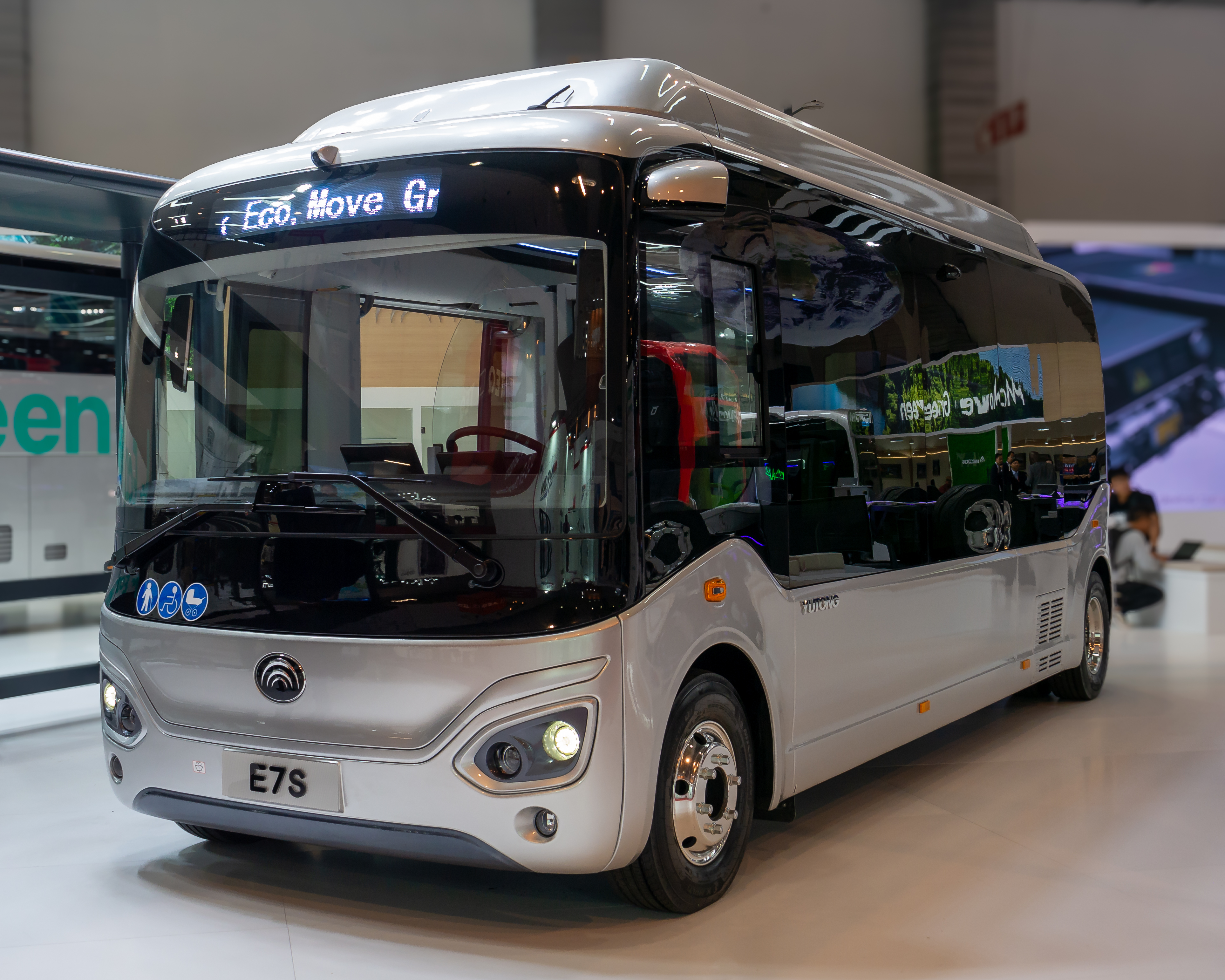
Yutong E7S
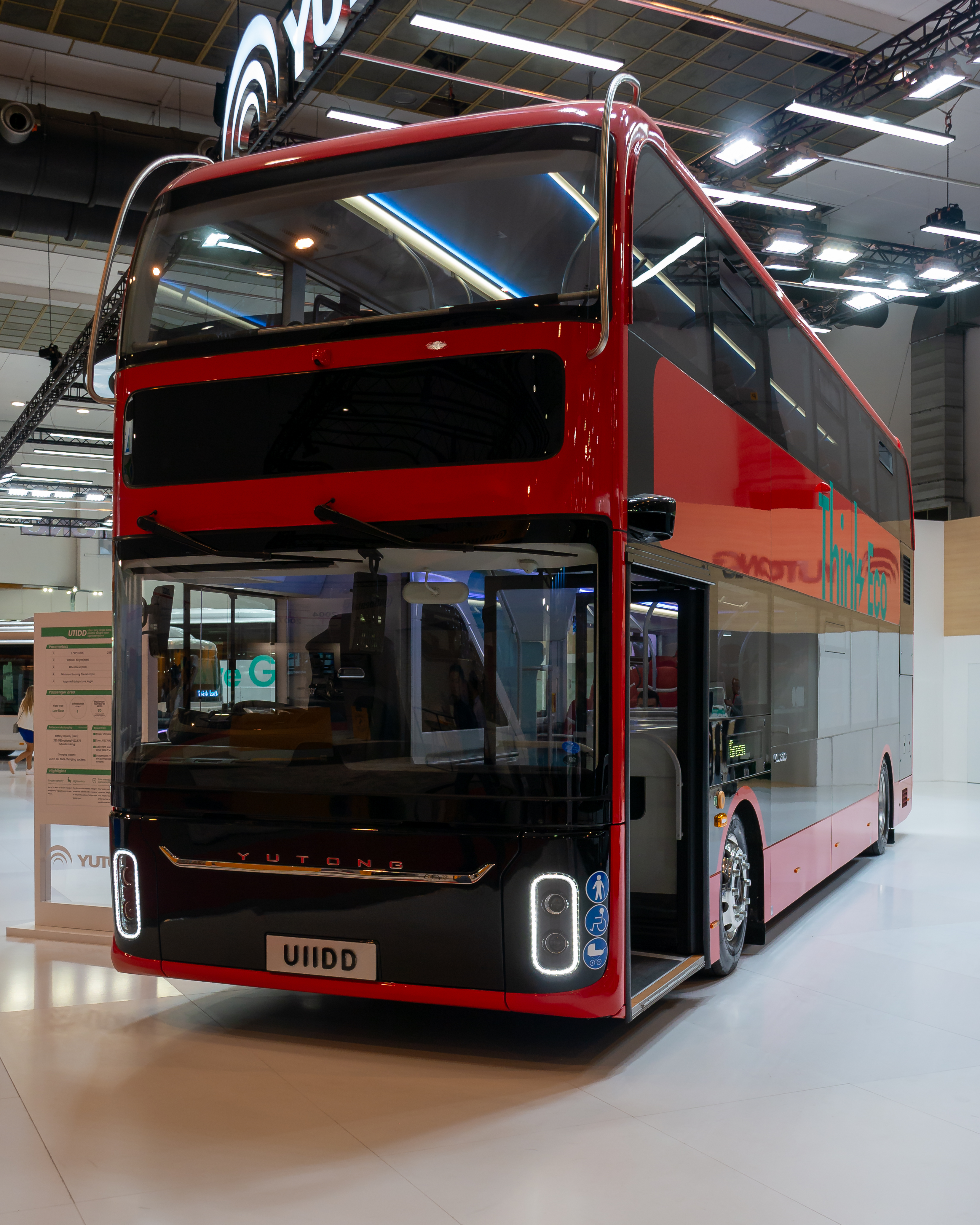
Yutong U11DD